# Dokumentacja konstrukcyjna
Dokumentacja konstrukcyjna – ostateczny efekt pracy konstruktora (zespołu konstruktorów) wyrobu i jeden z pierwszych etapów technicznego przygotowania produkcji nowego wyrobu. Zawiera zbiór informacji technicznej o skonstruowanym urządzeniu, maszynie itp. Informacje są zawarte na rysunkach technicznych i dokumentacji opisowej wyrobu.

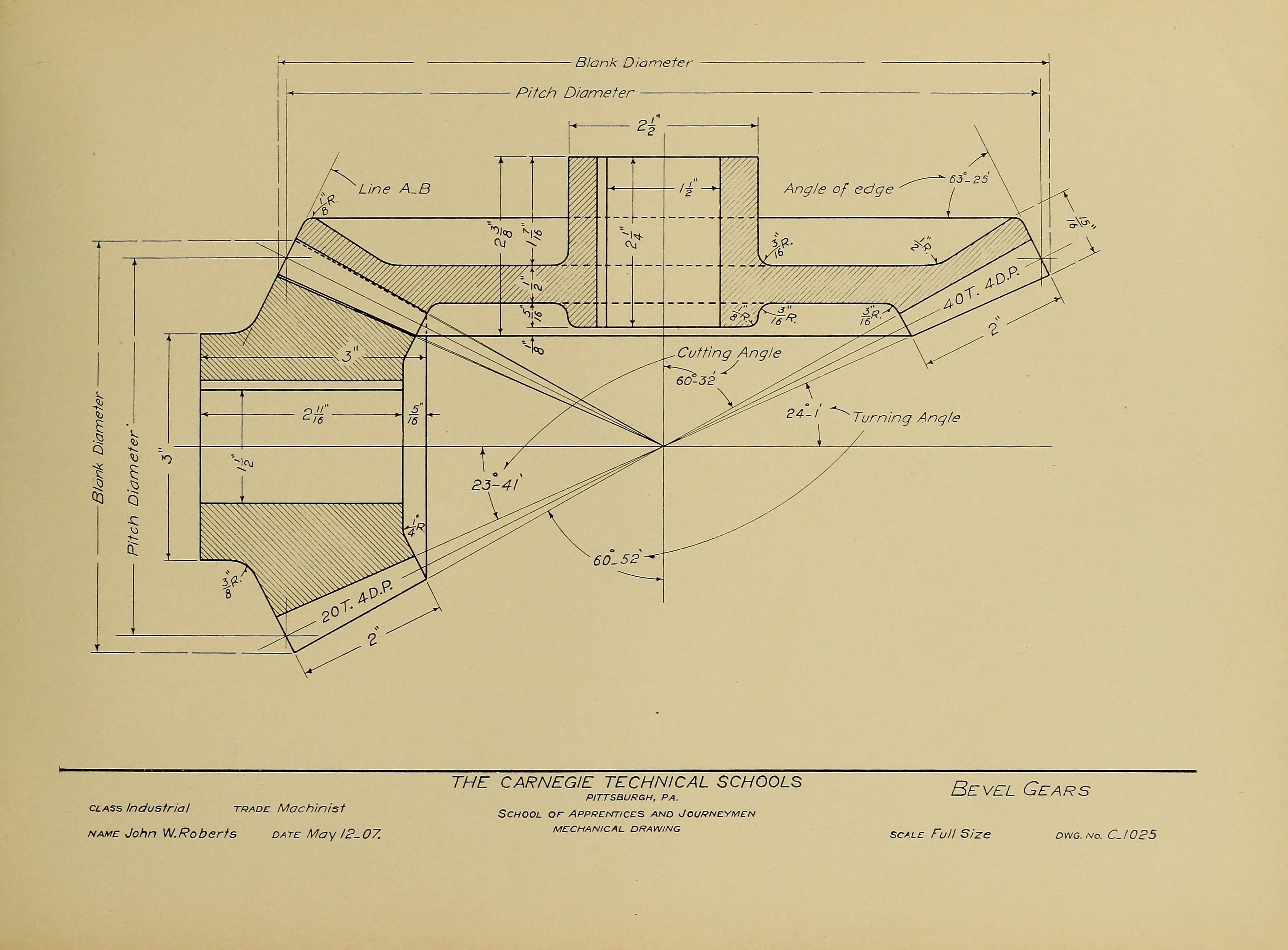
Przykład dokumentacji konstrukcyjnej zespołu kół stożkowych

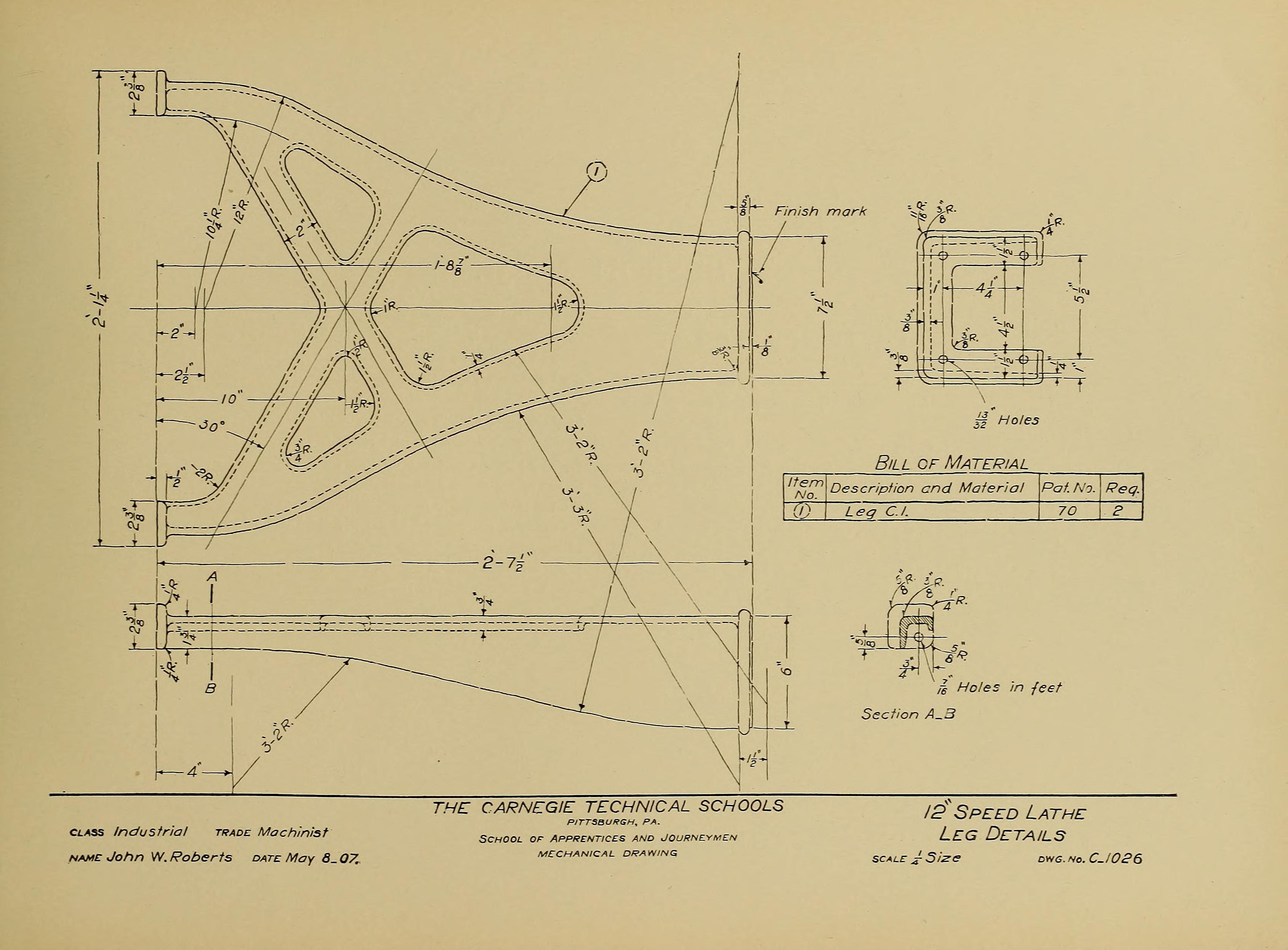
Rysunek konstrukcyjny części

## Dokumentacja
W skład dokumentacji konstrukcyjnej wchodzą grupy dokumentacji:
1. rysunek złożeniowy wyrobu z ponumerowanymi głównymi zespołami;
2. rysunki złożeniowe głównych zespołów oraz zespołów niższego rzędu;
3. rysunki konstrukcyjne części składowych zespołów;
4. wykaz części z wydzieleniem części normalnych (znormalizowanych);
5. warunki techniczne wyrobu;
6. opisy techniczne i schematy działania (dokumentacja techniczno-ruchowa);
7. instrukcja obsługi;
8. katalogi części zamiennych;
9. rysunki ofertowe (do wykonania w kooperacji, zakupu);
Rysunki złożeniowe wyrobu i poszczególnych zespołów określają wzajemne położenie ich części składowych i spełniane przez nie funkcje w wyrobie. Na tej podstawie dokonuje się podziału wyrobu na poszczególne jednostki montażowe, tj. na zespoły główne i zespoły niższego rzędu, oraz ustala się kolejność montażu części w zespoły. Rysunki złożeniowe zespołów głównych i zespołów niższego rzędu stanowią podstawę całej konstrukcji danego wyrobu.
Wykaz części składowych (wyszczególnienie części) w dokumentacji konstrukcyjnej obejmuje trzy grupy:
a) części przeznaczone do wykonania w zakładzie,
b) części do zakupu lub produkcji w kooperacji,
c) części znormalizowane.
Rysunki konstrukcyjne poszczególnych części wraz z warunkami technicznymi ich wykonania są podstawowymi dokumentami do projektowania procesu technologicznego i produkcji wyrobu.
Warunki techniczne w dokumentacji konstrukcyjnej określają wymagania jakościowe dotyczące wyrobu, zespołów i poszczególnych części. Warunki techniczne części oraz niektórych zespołów są podawane bezpośrednio na rysunku za pomocą krótkich tekstów. W przypadku gdy nie wszystkie wymagania dotyczące dokładności mogą być podane na rysunku, stanowią one przedmiot oddzielnego dokumentu tzw. specyfikacji wyrobu.
Warunki techniczne wykonania części i zespołów opracowuje biuro konstrukcyjne projektujące wyrób. W niektórych przypadkach są one znormalizowane.
Zapoznanie się z kompletem tak opracowanej dokumentacji konstrukcyjnej, umożliwia technologowi poznanie funkcjonowania poszczególnych zespołów, co przyczynia się do właściwego zaprojektowania procesu technologicznego w posiadanych warunkach produkcyjnych zakładu. Technolog powinien zwrócić uwagę, czy wymagania wymienione w warunkach technicznych części są możliwe do osiągnięcia i skontrolowania w zakładzie.

## Prototyp dokumentacji
To pierwszy egzemplarz kontrolny dokumentacji konstrukcyjnej wyrobu, na podstawie której jest wykonywany prototyp wyrobu.
Egzemplarz kontrolny dokumentacji po wykonaniu i badaniach prototypu wyrobu, jest aktualizowany – wprowadzane są zmiany konstrukcyjne do dokumentacji i jest zatwierdzany do produkcji.

## Numeracja dokumentacji
Dla zapewnienia sprawnego administrowania dokumentacją konstrukcyjną, i łatwego posługiwania się, musi ona być oznaczona odpowiednimi numerami identyfikacyjnymi. Numery są ustalane przez konstruktora wg określonego schematu numeracji w danym przedsiębiorstwie. Najbardziej rozpowszechniony jest prosty system numeracji, tzw. przedmiotowej.
Rysunki poszczególnych części składowych wyrobu, numeruje się dając w numerze wyróżnik zawierający symbol wyrobu, do którego należą.
Np. część wchodząca do urządzenia o symbolu „560 będzie miała numer: „560.01.1121”. Czytając od końca numeru rozumiemy go w następujący sposób: część nr. „1121” wchodzi do zespołu nr. „01”, urządzenia „560”.
Rysunek złożeniowy zespołu nr. 01 będzie miał numer „560.01.0000”, a całego wyrobu „560.00.0000”.
Jest to system bardzo prosty, stosowany często w przedsiębiorstwach dla wyrobów z dużą ilością elementów składowych, dla których ułożenie klasyfikatora np. dziesiętnego byłoby bardzo złożone.

## Prawa własności do dokumentacji
Każda dokumentacja konstrukcyjna podlega ochronie z tytułu praw autorskich. Wyroby wykonane na jej podstawie mogą też podlegać prawu własności przemysłowej, mogą mieć zastrzeżony patent lub wzór przemysłowy.

## Przechowywanie
Istnieje obowiązek przechowywania dokumentacji konstrukcyjnej, technicznej maszyny, wyrobu itp. przez producenta przez okres dziesięciu lat po zakończeniu produkcji wyrobu. Obowiązek ten wynika z zapewnienia produkcji i dostarczania części zamiennych przez producenta w tym okresie. Nie powinny mieć do niej dostępu osoby postronne. Pomieszczenie, archiwum musi mieć solidne zabezpieczenie, być plombowane i pozostawać pod nadzorem osoby odpowiedzialnej za archiwum, która dba o dokumentację i o jej kompletność.